# F.I.L.A.
F.I.L.A. - Fabbrica Italiana Lapis ed Affini S.p.A., auch F.I.L.A. Group genannt, ist ein italienisches multinationales Unternehmen, das Künstlermaterialien herstellt und vertreibt, mit Marken und Tochterunternehmen wie z. B. Daler-Rowney, Canson, Lyra und Maimeri.

## Geschichte
F.I.L.A. wurde 1920 in Florenz gegründet. Sitz des Konzerns ist seit 1959 Mailand. In den 1990er Jahren übernahm die Familie Candela die Kontrolle über das Unternehmen. Seit dem Jahr 2000 expandierte F.I.L.A. durch Übernahme zahlreicher internationaler Konkurrenten. Das Unternehmen ist seit 2015 an der Borsa Italiana notiert.

## Marken
Liste der wichtigsten Marken des Unternehmens:
- Blanca Nieves
- Canson
- Daler-Rowney
- DAS
- Didò
- Dixon Ticonderoga
  - Dixon
  - Ticonderoga
  - Lyra
- DOMS
- Giotto
- Giotto be-bè
- Lukas
- Lyra
- Maimeri
- Mapita
- Mercurio
- Metrico
- Pax
- Pongo (material)
- Pacon
- Prang
- Tratto
- Uti Guti
- Vinci
- Vividel